# Bruce Matthews (militaire)
Pour les articles homonymes, voir Bruce Matthews.
Bruce Matthews est un militaire canadien.